# Сун Веньянь
Сун Веньянь (9 квітня 1992) — китайська плавчиня.
Учасниця Олімпійських Ігор 2012 року, де в попередніх запливах на дистанції 200 метрів вільним стилем посіла 21-ше місце і не потрапила до півфіналів.